# Филип Кросби
Филип Кросби (на английски: Philip B. Crosby; 18 юни 1926, Уийлинг, Западна Вирджиния - 18 август 2001, Флорида), редом с Уилям Едуардс Деминг, е един от специалистите в управление на качеството.
Кросби започва своята кариера като Мениджър по качеството в International Telephone and Telegraph (ITT) и през 60-те на 20 век е възнаграден от Министерство на отбраната на САЩ за разработването на програмата Нула-грешки.

## Теорията на Кросби
Той определя качеството като „безплатно“ (така се казва и книгата му от 1979: Quality is free, буквално „качеството е безплатно, не струва нищо“). Неговата теория се описва най-добре чрез четирите принципа на качеството:
1. Определение за качество е съответствие на изисквания;

## Works
- Crosby, Philip. Cutting the cost of quality.   Boston, Industrial Education Institute, 1967. OCLC 616899. Архив на оригинала от 2013-07-06 в archive.today

- Crosby, Philip. The strategy of situation management.   Boston, Industrial Education Institute, 1969. OCLC 13761.

- Crosby, Philip. Quality is Free.   New York: McGraw-Hill, 1979. ISBN 0-07-014512-1.

- Crosby, Philip. The Art of Getting Your Own Sweet Way.   McGraw-Hill, 1981. ISBN 0-07-014527-X.

- Crosby, Philip. Quality Without Tears.   New York: McGraw-Hill, 1984. ISBN 0-07-014511-3.

- Crosby, Philip. Running things.   New York: McGraw-Hill, 1986. ISBN 0-07-014513-X.

- Crosby, Philip. The Eternally Successful Organization.   New York: McGraw-Hill, 1988. ISBN 0-07-014533-4.

- Crosby, Philip. Let's talk quality.   New York: McGraw-Hill, 1989. ISBN 0-07-014565-2.

- Crosby, Philip. Leading, the art of becoming an executive.   New York: McGraw-Hill, 1990. ISBN 0-07-014567-9.

- Crosby, Philip. Completeness: Quality for the 21st Century.   Plume, 1994. ISBN 0-452-27024-3.

- Crosby, Philip. Philip Crosby's Reflections on Quality.   McGraw-Hill, 1995. ISBN 0-07-014525-3.

- Crosby, Philip. Quality is still free: Making Quality Certain in Uncertain Times.   McGraw-Hill, 1996. ISBN 0-07-014532-6.

- Crosby, Philip. The Absolutes of Leadership (Warren Bennis Executive Briefing).   Jossey-Bass, 1997. ISBN 0-7879-0942-4.

- Crosby, Philip. Quality and Me: Lessons from an Evolving Life.   Jossey-Bass, 1999. ISBN 0-7879-4702-4.